# إزالة الاملاح من النفط الخام
إزالة الاملاح من النفط الخام وهي عملية ازالة الأملاح الذائبة من النفط الخام، وتسخدم معظم مصافي النفط مزيلات الأملاح، لتتم عملية تكرير النفط الخام بمراحله اللاحقة.
حيث يتم التخلص من الأملاح بواسطة رفع درجة حرارة النفط الخام إلى 140c وبعدها يتم الحقن في وحدة ازالة الأملاح وتتم عملية الا زالة بواسطة حقن ماء ومادة كاسر الاستحلاب إلى النفط الخام وبعدها يدخل المزيج إلى خزان يحتوي على افطاب.